# Raión de Zelva
Zelva (en bielorruso: Зэльвенскі раён) es un raión o distrito de Bielorrusia, en la provincia (óblast) de Goradnia. Su capital es Zelva.
Comprende una superficie de 873 km².

## Demografía
Según estimación 2010 contaba con una población total de 19 119 habitantes.

## Subdivisiones
Comprende el asentamiento de tipo urbano de Zelva y 7 consejos rurales:
- Halynka
- Tsiahliévichy
- Dziarechyn
- Zelva
- Karalín
- Kramiánitsa
- Sýnkavichy